# Silberhausen
Silberhausen är en ortsteil i staden Dingelstädt i Landkreis Eichsfeld i förbundslandet Thüringen i Tyskland. Silberhausen var en kommun fram till  1 januari 2019 när den uppgick i Dingelstädt. Kommunen Silberhausen hade 612 invånare 2018.